# Lucinda Ballard
Lucinda Ballard (* 3. April 1906 in New Orleans, Louisiana als Lucinda Davis Goldsborough; † 19. August 1993 in New York) war eine US-amerikanische Kostümdesignerin. Ballard wurde für ihre für Film und Theater entworfenen Kostüme mehrfach ausgezeichnet.

## Leben
Ballard wurde 1906 als Tochter des Ehepaares Richard und Anna Goldsborough in New Orleans geboren. Nach dem Besuch der Miss McGehee's School belegte sie Vorlesungen an der Art Students League in New York und ging für einige Zeit nach Paris, um dort zu studieren. 1937 erhielt sie ihr erstes Engagement und entwarf die Kostüme und das Szenenbild für eine Inszenierung von William Shakespeares Wie es euch gefällt am Ritz Theater in New York. 1945 wurde ihre Arbeit am Theater erstmals ausgezeichnet. Für die Kostüme einer Inszenierung von Geheimnis der Mutter im Music Box Theatre am Broadway wurde ihr der Donaldson Award verliehen. Zwei Jahre später erhielt sie den Tony Award, den sie 1962 erneut gewinnen konnte. 1951 entwarf die sonst hauptsächlich am Theater tätige Ballard die Kostüme für Endstation Sehnsucht und wurde dafür bei der Oscarverleihung 1952 für einen Academy Award nominiert.
Ballard war zweimal verheiratet. 1930 heiratete sie William F. R. Ballard, die Ehe, aus der ein Sohn stammt, wurde acht Jahre später geschieden. Von 1951 bis zu seinem Tod 1983 war Ballard mit dem Liedtexter und Librettisten Howard Dietz verheiratet. Ballard starb 1993 im Alter von 87 Jahren in New York an Krebs.

## Filmografie
- 1948: Jenny (Portrait of Jennie)
- 1951: Endstation Sehnsucht (A Streetcar Named Desire)

## Auszeichnungen und Nominierungen
- Tony Awards
  - 1947: Tony Award für das Beste Kostümdesign für Der tapfere Soldat (New Century Theatre), Street Scene (Adelphi Theatre), Another Part of the Forest (Fulton Theatre), John Loves Mary (Booth Theatre, Music Box Theatre) und Happy Birthday (Broadhurst Theatre)
  - 1958: Nominierung für Orpheus Descending (Martin Beck Theatre)
  - 1962: Tony Award für The Gay Life (Shubert Theatre)

- Oscarverleihung 1952: Nominierung in der Kategorie „Bestes Kostümdesign“ für Endstation Sehnsucht